# Jubbega
Jubbega (Fries: Jobbegea; Stellingwerfs: Jubbege) is een dorp in de gemeente Heerenveen, in de Nederlandse provincie Friesland. Het ligt ten oosten van de plaats Heerenveen.
Het is na Heerenveen het grootste dorp van de gemeente. In 2023 heeft het 3.265 inwoners. Onder het dorp vallen ook de buurtschappen Schurega en Welgelegen (deels). Het wordt samen met de buurtschap Schurega en het dorp Hoornsterzwaag ook een tweelingdorp genoemd. In 1900 werd er de vereniging Plaatselijk Belang Jubbega - Hoornsterzwaag opgericht.
Het noordelijke deel van de weg de Singel in Jubbega ligt feitelijk op het grondgebied van Lippenhuizen. Bij de bebouwde kom heeft de bewoning desondanks wel postadres Jubbega maar daarbuiten is de bewoning aan de Singel verdeeld over Jubbega en Lippenhuizen.

## Geschiedenis
De dorpskern van Jubbega is ontstaan nadat in 1774 een sluis werd aangelegd ten noordoosten van het dorp Schurega. Het moet niet ver van een oudere nederzetting zijn geweest, die in 1408 als Jobbegae werd geduid. De kern bij de sluis groeide gestaag. Al in de 19e eeuw wordt het een dorp genoemd en wordt Schurega als een buurtschap gezien van dit dorp. Tezamen werden ze ook wel Jubbega-Schurega genoemd. Later verschuift die betekenis als onderscheiding van Schurega ten opzichte van Jubbega, dat dan als Jubbega-Derde Sluis wordt aangeduid. Waar Schurega nog vaak Jubbega-Schurega wordt geduid is de duiding Jubbega-Derde Sluis of kortweg Derde Sluis zeldzamer geworden.
Tussen Jubbega en Schurega in lag er een ontginningsgebied en dit werd tot de jaren 80 van de twintigste eeuw ook als buurtschap aangeduid, als Jubbegaastercompagnie.

## Voorzieningen
Jubbega heeft 1 basisschool: OBS De Feart.
Centraal in het dorp staat het multifunctionele centrum De Kompenije met een sporthal, een buurthuis/jongerencentrum een openbare bibliotheek, zorgwoningen en een dienstencentrum.
In Jubbega is een Kreidlermuseum.

## Evenementen
Eens in de vijf jaar is er in september een grote, vijf dagen durende consumentenbeurs met tientallen standhouders. Gelijktijdig worden er allerlei festiviteiten georganiseerd. Een van de onderdelen van de Expansie is de aankleding van het dorp. De laatste Expansie werd in 2012 gehouden. Vanaf 2017 gaat de Expansie door zonder de beurs en wordt nu een vijfdaags festival.
Jubbega heeft een natuurijsbaan "WinterWille", die 's-zomers in gebruik is als windhondenrenbaan door Windhonden Renvereniging Friesland. Deze organiseerde in augustus 2006 de Europese Kampioenschappen Windhondenrennen.

## Sport
- VV Jubbega, voetbalvereniging
- Wordt Kwiek, korfbalvereniging
- Sportcentrum Jubbega

## Openbaar vervoer
Door Jubbega lopen lijn 15 (Heerenveen - Oosterwolde) en lijn 26 (Akkrum - Noordwolde), allen van vervoerder Qbuzz.

## Natuur
- Jubbega kent veel bebossing om het dorp heen. Ook heeft Jubbega een hertenkamp met herten, geiten en eenden.
- In het voorjaar van 1993 en 1994 werd het dorp geteisterd door een spreeuwenplaag.

Bij Jubbega staat de poppebeam, een kinderboom.

## Bevolkingsontwikkeling
| 1999 | 2001 | 2003 | 2004 | 2005 | 2006 | 2017 | 2018 | 2019 | 2021 | 2023 |
| ---- | ---- | ---- | ---- | ---- | ---- | ---- | ---- | ---- | ---- | ---- |
| 3260 | 3330 | 3360 | 3270 | 3380 | 3359 | 3510 | 3255 | 3260 | 3255 | 3265 |

## Bekende inwoner
- Gertjan Verbeek (1962), voormalig voetballer, thans voetbaltrainer